# Jirisan-Nationalpark
Der Jirisan-Nationalpark ist ein Nationalpark in dem ostasiatischen Staat Südkorea. Er wurde 1967 als erster Nationalpark Südkoreas eingerichtet. 

## Lage
Der Nationalpark liegt im Grenzgebiet der drei Provinzen Jeollanam-do, Jeollabuk-do und Gyeongsangnam-do. Er liegt im Einzugsgebiet des Flusses Seomjingang. Auf seinem Territorium befinden sich die Berge Jirisan mit 1915 m, Banyabong mit 1732 m und Nogodan mit 1507 m. Der Jirisan ist nicht nur Namensgeber dieses Parks, er ist auch der zweithöchste Berg Südkoreas nach dem Vulkan Hallasan und wird deshalb als einer der heiligen Berge Koreas angesehen. An seinen Hängen befindet sich der Samseonggung-Schrein zur Erinnerung an Hwanin, Hwanung und Dangun, die drei mystischen Gründer von Go-Joseon, dem ersten Königreich auf der Koreanischen Halbinsel.

## Flora und Fauna
Unter den 4989 nachgewiesenen Tier- und Pflanzenarten befinden sich unter den Säugetieren neben Rehen, Hasen, Elchen und Wildkatzen auch die einzige Bärenpopulation Koreas. Hier leben ca. 20 Asiatische Schwarzbären der Unterart Ursus thibetanus ussuricus. Diese galten eigentlich in Korea bereits als ausgestorben, bevor diese Gruppe 2001 entdeckt wurde. Zu den bekanntesten Bäumen im Park gehören der Higan-Kirschbaum beim Hwaeomsa-Tempel und der Millennium Pine Tree (koreanisch: Waun Cheonyeongsong). Zu den Sehenswürdigkeiten des Parks zählt auch die Azaleenblüte, beispielsweise im  Azaleenfeld im  Tal Chilseon.